# Nathan Azrin
Nathan H. Azrin (26 de noviembre de 1930-29 de marzo de 2013) fue un investigador de modificación de conducta, psicólogo y profesor universitario. Enseñó en la Universidad del Sur de Illinois y fue director de investigación del Hospital Estatal Anna entre 1958 y 1980. En 1980 se convirtió en profesor de la Nova Southeastern University, y accedió al estatus de emérito de la universidad en 2010. Azrin fue el fundador de varias metodologías de investigación, como Economía de fichas, el Enfoque de Refuerzo Comunitario (CRA) en el que se basó el modelo CRAFT, la Terapia de Conducta Familiar y el entrenamiento en inversión de hábitos. Según su colega psicólogo Brian Iwata "Pocas personas han hecho aportaciones a la investigación que igualen las de Nate en el análisis básico o aplicado de la conducta, y ninguna ha igualado sus contribuciones a ambos empeños."

## Primeros años
Nació el 26 de noviembre de 1930 en Boston, Massachusetts, de padres Harold y Esther. Sus padres tenían una pequeña tienda de comestibles, donde trabajaban Azrin y sus hermanos. Azrin se licenció en la Universidad de Boston en 1951 y obtuvo un máster en 1952. En 1955 Azrin se doctoró en Psicología bajo la supervisión de BF Skinner en la Universidad de Harvard.

## Carrera
Tras finalizar su doctorado, Azrin realizó dos años de posdoctorado como investigador psicólogo, primero en el Instituto de la Vida, con Karl H. Pribram, y después con la Ordenanza del Ejército de EE. UU. estudiando los factores humanos en la fatiga. Después fue nombrado profesor en la Universidad del Sur de Illinois y director de investigación en el Departamento de Salud Mental de Illinois. Entre 1958 y 1980, fue director de investigación en el Hospital Estatal Anna. También pasó un año sabático en 1976-1977 como becario en el Centro de Estudios Avanzados en Ciencias de la Conducta, en Palo Alto, California. Entre 1980 y 2010, como Director Clínico entre 1981 y 1986, y después como profesor, trabajó en la Nova Southeastern University.
En 2010, se convirtió en profesor emérito. Azrin también fue cofundador y presidente de la Midwestern Association for Behavior Analysis, y fue presidente de la Association for Behavior Analysis International. Fue expresidente de la Association for Behavioral and Cognitive Therapies, la Asociación para el Avance de la Terapia de Conducta, y la Asociación de Florida para el Análisis de Conducta. Azrin es conocido como uno de los fundadores de la escuela de pensamiento de la modificación de conducta y del análisis aplicado de conducta.

## Vida personal y muerte
Nathan Azrin murió el 29 de marzo de 2013 en Pompano Beach, Florida. Azrin luchaba contra el cáncer desde 2007. Le sobreviven su esposa Victoria Besalel Azrin y sus cuatro hijos.

## Investigación

### Economía de fichas
En el Hospital Estatal Anna, una de sus primeras iniciativas fue tratar de invertir conductas que los pacientes habían desarrollado tras años en instituciones psiquiátricas, como el mutismo o la falta de motivación para cambiarse la bata de hospital por ropa normal. Para ello, Azrin desarrolló, junto con Teodoro Ayllón, un sistema de trueque al que denominó "economía de fichas", que incentivaba a los pacientes a realizar cambios de conducta, como ponerse la ropa cada día. El sistema se creó basándose en los trabajos del mentor de Azrin, BF Skinner, sobre la conducta de las ratas de laboratorio. Las dos conductas que Azrin pretendía mejorar en los pacientes eran las actividades de autocuidado (como vestirse o asearse) y las actividades laborales (como fregar los platos), concretamente en las pacientes psicóticas adultas. En la práctica, Azrin proporcionaba fichas de plástico a los pacientes como premio por determinadas conductas, fichas que podían utilizarse para "regalos" como entrar en la sala de televisión o manejar el propio televisor. Se aumentaba el número de fichas proporcionadas a los que ponían más cuidado en su conducta. En 1968, Azrin y Teodoro Ayllón escribieron el libro La economía de fichas, en el que resumían su trabajo y sus conclusiones.

### Estudios sobre adicciones
En la década de 1970 trabajó con Mark Godley y George Hunt en el desarrollo del Enfoque de Refuerzo Comunitario (ERC), aplicando la terapia conductual al tratamiento del alcoholismo. Tras la muerte de Hunt, Azrin realizó el primer ensayo de tratamiento ambulatorio y el primer ensayo de hospitalización utilizando los principios del CRA. Su trabajo también introdujo por primera vez en la CRA un objetivo basado en la abstinencia, en lugar del objetivo de consumo controlado de alcohol que utilizaban otros investigadores. El objetivo del CRA era cambiar gradualmente las conductas recompensadas por beber por conductas recompensadas por no beber, incluyendo el cambio de las redes sociales y la transición de los ambientes de ocio. Estudios posteriores de Azrin también empezaron a integrar la ayuda basada en la medicación en la metodología. Parte de su investigación incluía la formación de "clubes de empleo" como método para aliviar los problemas de desempleo, proporcionándoles apoyo social para que se incorporaran a la población activa de forma que el individuo encontrara recompensa en el trabajo que encontrara, además de una estructura diaria de búsqueda de empleo que sustituyera a la conducta diaria anterior.
Azrin también desarrolló la Terapia Conductual Familiar (TFC) para tratar la mala conducta juvenil y el consumo de estupefacientes, tras recibir en 1989 una subvención del Instituto Nacional sobre el Abuso de Drogas y del Instituto Nacional de Salud Mental. La investigación considera cómo la conducta de los miembros de la familia puede reforzar de forma indirecta o intencionada el comportamiento de un adolescente. Cualquier reforzamiento indirecto se controla asegurándose de que todos los miembros de la familia del cliente estén presentes en las sesiones de terapia, para que haya una iniciativa de grupo hacia el cambio de conducta. Los métodos de terapia incluían la gestión de contingencias, habilidades de comunicación en torno al consumo de drogas, resolución de problemas y esfuerzos por mejorar las relaciones familiares. Es coautor del libro Treating Adolescent Substance Abuse Using Family Behavior Therapy: A Step-by-Step Approach con Brad Donohue, destinado a proporcionar un modelo para que los clínicos lo empleen con los clientes, basado en su investigación. Azrin también ha investigado sobre la adicción a fumar cigarrillos.

### Trabajo como padre
Además de sus trabajos académicos, en 1974 Azrin fue coautor, junto con Richard M. Foxx, del libro para padres "Entrenamiento para ir al baño en menos de un día", que vendió más de tres millones de ejemplares y está disponible en varias docenas de idiomas. Se demostró que la técnica del libro producía una disminución del 97% de los accidentes en el baño durante la semana posterior al entrenamiento, tras una media de 3,9 horas de "entrenamiento en calzoncillos secos". Otras pruebas demostraron que el porcentaje de éxito se acercaba al 74%. También se atribuye a Azrin la invención de la técnica de crianza del "tiempo fuera" como alternativa al castigo corporal.
La técnica de Azrin y Foxx ha suscitado una gran controversia, ya que sus críticos afirman que es excesivamente dura, y la psicóloga Dra. Eda Leshan afirmando que "Aunque se supone que hay que ser amable y paciente, todo se hace forzando los fluidos (con cosas como patatas fritas saladas y refrescos de naranja) y los reflejos condicionados, dejando fuera consideraciones menores como los miedos y las fantasías, los sentimientos de amor-odio, la dependencia y la rebelión: todo el inconsciente, que tanto nos ha costado comprender. Es un libro inmoral".

### Otras investigaciones
Azrin desarrolló los conceptos de "moldeamiento" y "aproximación sucesiva" en su trabajo con enfermos mentales; Psychology Today' llamó a Azrin uno de los "moldeadores de la conducta" fundacionales y le atribuyó el mérito de trasladar el trabajo de Skinner de los animales de laboratorio al ámbito humano. Éstos utilizaron colectivamente principios de condicionamiento operante para introducir conductas complejas en las personas con problemas de desarrollo. Su investigación también incluyó pruebas con animales de laboratorio, como experimentos de incentivación con palomas que produjeron el resultado de que es más probable que formen una conducta si hay algún premio de por medio en lugar de un castigo. Azrin también participó en las primeras investigaciones sobre el autismo a principios de la década de 1960 como investigador posdoctoral, así como más adelante en su carrera.
Azrin investigó el concepto de entrenamiento en inversión de conductas, también conocido como inversión de hábitos, para tratar a pacientes con tics físicos incontrolables, tricotilomanía y otros trastornos de conducta repetitiva como la tartamudez o el síndrome de Tourette. En 1977, publicó Control de hábitos: La tartamudez, morderse las uñas y otros hábitos nerviosos, que resumía sus investigaciones, en coautoría con Richard Nunn. En la década de 1970, Azrin participó en la revisión gubernamental del programa de investigación sobre Tratamiento Especial y Entrenamiento de Rehabilitación de BF Skinner en el Centro Médico Federal para Presos de Misuri. Fue nombrado uno de los tres testigos expertos para revisar el programa y los resultados, y defendió que el programa se ajustaba a los principios de la psicología conductual. Otras investigaciones de Azrin incluyen su desarrollo del programa de asesoramiento de reciprocidad para el asesoramiento matrimonial, y el concepto de "sobrecorrección", que utiliza el castigo positivo para corregir conductas no deseadas y fomentar conductas deseadas.
En 1975 Azrin publicó una investigación que le llevó a establecer un sistema para que los desempleados se ayudaran mutuamente a encontrar trabajo. Una de las conclusiones de su investigación con sus colegas fue que las personas en situación de asistencia social o con discapacidades no poseen las redes familiares y de amigos que otros tienen para ayudarles a encontrar trabajo. Azrin creó El Manual del Consejero del Club de Empleo (1981), que mostraba cómo emplear un sistema que utilizaba un pequeño grupo de personas que se ayudaban mutuamente en su búsqueda de empleo haciendo que el líder proporcionara información sobre la búsqueda de empleo y utilizando el liderazgo conductual positivo mediante el registro de las acciones positivas de los miembros, como el número de contactos establecidos con empleadores, las solicitudes presentadas y las entrevistas obtenidas.  Los participantes se apropian de la búsqueda al compartir información y animarse mutuamente. El exitoso concepto de club de empleo de Azrin pronto se extendió por toda Norteamérica y sigue ayudando a la gente a conseguir empleo.
Azrin formó parte de los consejos editoriales de diecisiete revistas revisadas por expertos, incluida la Journal of Applied Behavior Analysis, que él fundó. También fue redactor jefe del Journal of the Experimental Analysis of Behavior y colaborador de la Encyclopedia of Behavior Modification and Cognitive Behavior Therapy. Como autor, publicó más de 100 estudios de conducta en publicaciones adicionales revisadas por expertos, y once libros. El trabajo de Azrin le convirtió en uno de los científicos de la conducta más citados del mundo.

### Libros
- La economía de fichas: Un sistema motivacional para la terapia y la rehabilitación (1968)
- Entrenamiento para ir al baño de retrasados mentales: un programa rápido para ir al baño de forma independiente durante el día y la noche (1973)
- Entrenamiento para ir al baño en menos de un día (1974)
- Control de hábitos en un día: El Libro Revelador que Describe Nuevos Métodos Profesionalmente Probados para Eliminar la Tartamudez, Morderse las Uñas, Tirarse del Pelo, Tics Musculares y Otros Hábitos Nerviosos (1977)
- Control de Hábitos en un Día: Tartamudear, morderse las uñas y otros hábitos nerviosos (1978)
- Guía para padres sobre el control de la enuresis (1979)
- Manual del trabajador social: Un enfoque conductual del asesoramiento profesional (1980)
- Cómo utilizar la sobrecorrección: Para Malos Comportamientos y Errores (1980)
- Cómo utilizar la práctica positiva (1981)
- Guía para padres sobre el control de la enuresis: Un Método Paso a Paso (1980)
- Cómo encontrar trabajo (1982)
- Cómo utilizar la Práctica Positiva, la Autocorrección y la Sobrecorrección (1999)
- Cómo tratar el abuso de sustancias en adolescentes mediante la Terapia Familiar de Conducta: Un enfoque paso a paso (2011)

## Reconocimiento
En 1975, Azrin recibió el Premio a la Contribución Distinguida para Aplicaciones en Psicología de la Asociación Americana de Psicología. En 1992, Azrin recibió el Premio James McKeen Cattell Fellow de la Asociación de Ciencias Psicológicas. En 1997, Azrin recibió el premio a la trayectoria profesional de la Asociación de Terapias Cognitivas y del Comportamiento. En 2011 fue galardonado con el Premio a la Trayectoria por Contribuciones a la Investigación que Han Mejorado a la Humanidad de la Universidad Nova Southeastern. También es el homónimo del premio Nathan H. Azrin Distinguished Contribution to Applied Behavior Analysis que concede anualmente la Asociación Americana de Psicología.